# Georg Salzberger
Georg Salzberger (geboren am 23. Dezember 1882 in Culm in der Provinz Westpreußen; gestorben am 19. Dezember 1975 in London) war ein deutsch-britischer Rabbiner und Publizist.

## Leben
Georg Salzberger war der Sohn des Rabbiners Moritz Salzberger und seiner Frau Anna, geb. Freyhan. Die Familie übersiedelte 1886 nach Erfurt, wo Moritz Salzberger bis 1923 das Rabbineramt bekleidete. Georg Salzberger besuchte seit 1892 das Königliche Gymnasium in Erfurt und legte dort 1902 das Abitur ab. Salzberger studierte von 1901 an der Hochschule für die Wissenschaft des Judentums und den Universitäten Berlin und Heidelberg. Gleichzeitig war er Religionslehrer am Königlichen Friedrich-Wilhelms-Gymnasium und Lehrer am Israelitischen Töchterpensionat von Marie Kutnewsky in Berlin.
Im Juni 1907 promovierte er in Heidelberg mit magna cum laude, der Titel seiner Dissertationsschrift lautet Die Salomosage in der semitischen Literatur: ein Beitrag zur vergleichenden Sagenkunde. 1909 wurde er an der Hochschule für die Wissenschaft des Judentums ordiniert. 1910 bis 1937 war Salzberger Rabbiner der liberalen Westend-Synagoge in Frankfurt am Main.
Von 1914 bis 1918 diente Salzberger als Feldrabbiner bei der 5. Armee des Deutschen Heers. Er erhielt vor Verdun das Eiserne Kreuz.
1917 heiratete er Nenny (Natalie Charlotte) Caro, das Paar hatte drei Töchter.
1910–1914 und 1919–1931 lehrte Salzberger am Frankfurter Philanthropin. Seit 1910 war er Mitglied der Frankfurter Loge des B’nai B’rith, 1928 wurde er Präsident dieser Loge.
1920–1939 war Salzberger in der Gesellschaft für jüdische Volksbildung als Mitbegründer und Vorstandsvorsitzender aktiv. Er beteiligte sich an der Errichtung des Freien Jüdischen Lehrhauses, eines Zentrums der jüdischen Erwachsenenbildung. Dort hielt er gemeinsam mit Franz Rosenzweig und anderen Vorträge. 1934 wurde Salzberger Vorsitzender des neugegründeten Kulturbundes Deutscher Juden für Frankfurt/M. und den Rhein-Main-Bezirk.
Im Jahr 1938 wurde Salzberger in das Konzentrationslager Dachau deportiert. Im April 1939 wurde er mit seiner Frau und zwei Töchtern aus Deutschland ausgewiesen und ging nach London, wo bereits seine älteste Tochter lebte. Dort war Salzberger Mitbegründer und von 1939 bis 1956 Rabbiner der New Liberal Jewish Congregation (heute Belsize Square Synagoge), der einzigen deutschsprachigen jüdischen Gemeinde in London. In den Jahren des Zweiten Weltkriegs wirkte Salzberger als Rundfunksprecher bei der BBC. Von 1941 bis 1975 war Salzberger Vorstandsmitglied der Association of Jewish Refugees (AJR). Unter Leitung des AJR Charitable Trust gründete er den Georg und Charlotte Salzberger Fund. 1950 nahm Salzberger an der Einweihung der wiederaufgebauten Westend-Synagoge in Frankfurt/Main teil und hielt die Hauptansprache. 1956 trat Salzberger in den Ruhestand, war aber von 1957 bis 1971 noch als Gastrabbiner in den Jüdischen Gemeinden Berlins und Hamburgs aktiv. Salzberger war Mitglied der World Union for Progressive Judaism, des World Congress of Faiths und des Internationalen Rates der Christen und Juden.
Seine jüngste Tochter ist die britische Kinderpsychologin Isca Salzberger-Wittenberg.

## Ehrungen und Auszeichnungen
- Eisernes Kreuz II. Klasse im Ersten Weltkrieg
- 1962 Großes Bundesverdienstkreuz
- 1972 Buber-Rosenzweig-Medaille

## Werke
- Die Salomo-Sage in der semitischen Literatur: Ein Beitrag zur vergleichenden Sagenkunde. 1907, Neuauflage: Nabu Press, 2011, ISBN 1-270-90641-0
- Salomos Tempelbau und Thron in der semitischen Sagenliteratur. Berlin 1912
- Aus meinem Kriegstagebuch. Von dem Feldgeistlichen bei der 5. Armee. 1916
- Die göttliche Sendung. 1917
- Die religioes-liberale Bewegung im neuzeitlichen deutschen Judentum. In: Festschrift zum 80. Geburtstag von Leo Baeck am 23. Mai 1953. London [1953], S. 50–55.
- Bruderschaft als Forderung der Religionen. Herausgegeben vom Deutschen Koordinierungsrat der Gesellschaften für Christlich-Jüdische Zusammenarbeit, 1954
- Erlebnisbericht [around 1960]. JMFA 266
- Der Talmud. Seine Entstehung und Bedeutung. 1966